# ام الغرف (حرض)

تعديل مصدري - تعديل

ام الغرف هي إحدى قرى عزلة بني الحداد بمديرية حرض التابعة لمحافظة حجة، بلغ تعداد سكانها 238 نسمة حسب تعداد اليمن لعام 2004.